# Boris Floricic
Boris Floricic més conegut pel seu pseudònim Tron (8 de juliol de 1972, Alemanya - 25 d'octubre de 1998) amb el qual fa referència a un personatge d'una pel·lícula de Disney que té el mateix nom. És una figura molt important en l'òrbita dels furoners.

## Obra
Boris Floricic destaca en el món dels furoners per ser un phreaker. Un phreaker és una persona que té uns amplis coneixements del món de la telefonia i que, gràcies a la seva saviesa en aquest terreny, pot arribar a realitzar activitats no autoritzades amb els telèfons. Pot, fins i tot, construir equips electrònics artesanals amb què interceptar i realitzar trucades de telèfons mòbils sense que el seu titular ho sàpiga. Es pot dir que Tron sabia tot el que es pot saber sobre codis de targetes de crèdit i targetes telefòniques. Per això va fabricar les rèpliques de les targetes telefòniques d'Alemanya, les targetes GSM. A través d'aquest clons, va aconseguir trencar el sistema de seguretat alemany, i també el d'una de les principals televisions de pagament per satèl·lit d'Europa. Un altre fet pel qual destaca és la invenció del Cryptophon. Com a gran expert en criptografia, Tron va idear un telèfon capaç de codificar i descodificar trucades telefòniques. Bàsicament, el que pretenia era que el telèfon funcionés a través de l'encriptació de la veu. El Cryptophon va ser creat entre finals de l'any 1997 i els inicis de 1998, i formava part de la seva tesi doctoral Realisierung einer Verschlüsselungstechnik für Daten im RDSI B-Kanal, el que en alemany significa «que figura en l'aplicació de la criptografia de dades en el canal RDSI portador». El telèfon encriptava les trucades utilitzant l'algoritme de xifrat simètric IDEA. Quan Boris Floricic mor, el sistema del Cryptophon estava a punt de ser complementat amb un protocol d'intercanvi de claus que hauria augmentat la seguretat contra el perill d'estacions remotes. Fidel a l'ètica furonera, Tron volia aconseguir fer el Cryptophon barat i fàcil de construir per als aficionats.

## Mort
Tron mor el dia 25 d'octubre de 1998, amb només 26 anys. La causa encara és un interrogant. Boris Floricic va desaparèixer el 17 d'octubre, dia en què la seva família va denunciar la seva desaparició. Una setmana més tard apareix mort en un parc a Neuköln, un barri de Berlín. A priori, el veredicte era que s'havia suïcidat, ja que estava penjat d'un arbre quan el van descobrir, però aquesta opció no queda clara, ja que, segons l'autòpsia, la mort s'havia produït dies abans, i seria molt estrany que la gent no se n'adonés d'un cos penjat d'un arbre. Sembla que la policia berlinesa va utilitzar la tesi del suïcidi per acabar amb els rumors d'assassinat que corrien en el món de la comunicació.